# ادموند برک
ادموند برک (به انگلیسی: Edmund Burke) (زاده ۱۲ ژانویه ۱۷۲۹ در دوبلین – درگذشته ۹ ژوئیه ۱۷۹۷ در باکینگهام‌شایر، انگلیس) سیاستمدار، نظریه‌پرداز فلسفه سیاسی و سخنور ایرلندی بود. برک عضو حزب ویگ و نماینده پارلمان بریتانیا از ۱۷۶۵ تا پایان عمر بود.
انتقادهای او به عقلانیت سیاسی و مخالفتش با رادیکالیسم انقلاب فرانسه که در کتاب سال ۱۷۹۰ او با نام «تأملاتی بر انقلاب در فرانسه» بازتاب یافته است، بسیار شناخته شده است. ارزش انتقادهای برک از انقلاب در سراسر قرن بیستم پایدار بوده است. از نظر او نگرش‌های انقلابی گرچه جهانی بهتر را پیشنهاد می‌دهند، اما در عین حال به توسعه نظام‌های اندیشه خشونت‌گرا و سلطه‌جو منجر می‌شوند. وی همچنین از دلایل انقلابیون در آمریکا حمایت می‌کرد، اما با استقلال آنان مخالف بود. از برک معمولاً به عنوان پایه‌گذار محافظه‌کاری مدرن یاد می‌شود.
برک معتقد بود که مطبوعات آزاد رکن چهارم دموکراسی هستند.

## زندگی
ادموند برک از مادری کاتولیک و پدری پروتستان در ایرلند به دنیا آمد. با مذهب پدری بزرگ شد و در ترینیتی کالج دوبلین تحصیل کرد. در ۱۷۵۰ برای تحصیل حقوق به لندن آمد، اما پس از مدتی آن را کنار گذاشت و بیشتر توجه خود را معطوف نوشتن کرد.

## دیدگاه‌ها

### پاسداری از میراث نیاکان
او در کتاب تأملاتی بر انقلاب در فرانسه می‌گوید: «در زمانهٔ انقلاب ما انگلیسیان آرزو داشته و داریم که از همهٔ آنچه به‌عنوان میراث نیاکانمان داریم بهره‌مند باشیم. برپایهٔ آن پیکره و موجودیت موروثی، ما مواظبیم که به هیچ قلمه‌ای بیگانه با سرشت گیاه اصلی آلوده نشویم. هر اصلاح یا تحولی که تاکنون صورت داده‌ایم برپایه حرمت نهادن به سنت بوده است.» او همچنین با ایده «حق خلع حاکمان به‌علت عدم شایستگی» مخالف بود.

### دفاع از سلطنت موروثی
او در طعنه به آزادی‌خواهی انقلابیان فرانسه می‌گوید که مردم انگلستان از شیوه‌هایی که خود هرگز تجربه نکرده‌اند تقلید نخواهند کرد، و به جانشینی وراثتی سلطنت به‌چشم حقی در میان حقوق خود می‌نگرند نه اشتباهات خویش، و آن را یک منفعت می‌دانند نه موردی برای شکایت، به‌عنوان حفاظی برای آزادی‌های خویش نه نشان بندگی. وقتی فرانسه مهار اقتدار شاهانه را شل کرد، اجازهٔ هرزگی سبعانه در رفتار و یک لامذهبی وقیحانه در نظر و عمل را صادر کرد.

### ضدیت با مساوات‌طلبی
او در نامه‌ای به دوستی فرانسوی می‌گوید: «آقا، باور کنید آنان‌که همه را همسطح می‌کنند هرگز مساوات ایجاد نمی‌کنند. همهٔ جوامع متشکل‌از سنخ‌های متفاوت شهروندان هستند و لاجرم برخی از این سنخ‌ها بر دیگران فرادست هستند؛ بنابراین، همسطح‌گرایان تنها نظم طبیعی امور را دگرگون می‌کنند. اینان بنای عظیم جامعه را بر هوا بنیان می‌گذارند، حال‌آنکه باید بر زمینِ سفت باشد.»

## آثار ترجمه‌شده به فارسی
- جستجویی فلسفی به دنبال ریشه تفکراتمان در مورد امر والا و امر زیبا(با تلخیص) در کتاب نظریه‌های زیبایی‌شناسی، ترجمه احسان حنیف، نشر فکرنو، ۱۳۹۹.
- تأملاتی بر انقلاب در فرانسه، ترجمه سهیل صفاری، نشر نگاه معاصر، ۱۳۹۸.